# Eurytoma goidanichi
Eurytoma goidanichi är en stekelart som beskrevs av Boucek 1970. Eurytoma goidanichi ingår i släktet Eurytoma och familjen kragglanssteklar. Inga underarter finns listade i Catalogue of Life.